# Gyaman
Gyaman (también llamado históricamente Djaman, Jaman o grafías similares), fue un estado de África Occidental que existió entre los siglos XVII y XX en el territorio de la actual Ghana y la República de Costa de Marfil. Había surgido del histórico reino de Banda a finales del siglo XVII.

## Banda como estado precursor

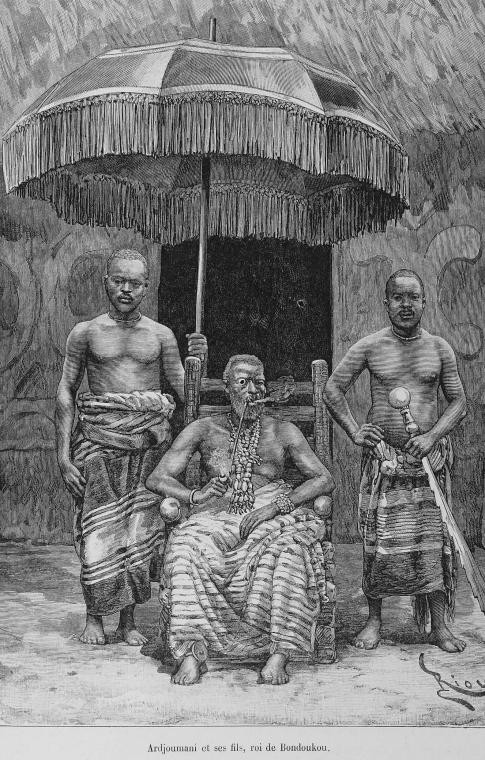
Rey de Bondoukou con sus hijos en 1892.

Banda como imperio surgió en torno a la ciudad homónima de Banda alrededor de 1400. Los verdaderos fundadores de Banda fueron los akan, más precisamente el grupo étnico que luego se llamó West-Brong. Vinieron del norte y llegaron como conquistadores que en sus inicios subyugaron sistemáticamente a los kulango, nafana, ligbi, hwela y otros grupos ya asentados aquí.
El imperio inicial de los Banda se extendía al norte de la actual Ghana, entre la frontera norte de la selva tropical y el bucle sur del Volta Negro, con un territorio central en la región en la que las colinas de los Banda son interrumpidas por el río Nyimpene. Al oeste, su territorio se encontraba en lo que hoy es la República de Costa de Marfil. A pesar de las constantes guerras, a finales del siglo XIX, la esfera de poder de Gyaman se extendía desde el río Comoë, al oeste, hasta el Volta Negro, al este, y desde la sabana, al norte, hasta el límite norte del cinturón de selva tropical, al sur.
Como consecuencia de los acontecimientos del alto Níger en el siglo XVI y el consiguiente desencadenamiento de importantes flujos de refugiados procedentes de estas zonas, Banda también experimentó una importante oleada de inmigración, principalmente de Dioula (comerciantes mandinga-islámicos) y otros grupos mandé, que primero se hicieron con el poder económico y más tarde también con el político en el Imperio de Banda y dieron forma a Banda en un estado administrado de forma centralizada y territorialmente uniforme.
Sin embargo, la actual capital Banda perdió su importancia a partir de la década de 1680, a más tardar con la aparición del Imperio Asante, ya que los gobernantes islámicos Diuola bloquearon la llamada Ruta de Banda, una de las rutas de caravanas más importantes entre la Costa de Oro occidental y las rutas comerciales transaharianas que comienzan en el alto Níger. Los productos de exportación más importantes de la Costa de Oro en aquella época eran las nueces de kola y el oro, ambos muy codiciados en el Níger y al norte del mismo.

## Gyaman
Una vez interrumpidos los ríos Oro y Kola desde el interior de la Costa de Oro hasta el Níger, la ciudad de Banda se desmoronó y surgió la necesidad de una nueva capital como centro del poder político y del comercio. Al mismo tiempo, sin embargo, los Brong (Abron) recuperaron el poder político y los comerciantes islámicos Dioula perdieron su posición de poder político como gobernantes de Banda. Poco después, es decir, alrededor de 1690, la ciudad de Gyaman (situada cerca de Bondoukou) fue fundada como nueva capital de Banda por un hombre llamado Tan Date en la parte suroeste del imperio. Tan Date también es considerado el primer Gyamanhene. Pronto, "Gyaman" se estableció también como el nombre del país de la anterior Banda.
El poder político en Gyaman estaba oficialmente en manos del Gyamanhene, que tenía su residencia primero en Amanvi y luego en Erebo (Herebou). Los akan de los Brong (Abron), que eran étnicamente una minoría en Gyaman, pero a través de una inteligente combinación de diplomacia y fuerza fueron capaces de afirmar su dominio sobre los kulango, numéricamente más fuertes, así como sobre los comerciantes islámicos dioula, anteriormente dominantes.
La base económica del reino de Gyaman residía principalmente en los ricos yacimientos de oro de Assikasso y en el comercio a larga distancia entre la costa y el alto Níger, comerciando principalmente con hierro, cobre, cola, pieles de animales, ganado, ovejas, sal, marfil, armas de fuego europeas, pólvora, telas de algodón y otros productos textiles. El principal centro comercial de Gyaman era Bondoukou, que estaba dominado por los comerciantes musulmanes Diuola que habían llegado desde Begho, aunque tampoco tenían poder político aquí. Se les consideraba colonos invitados aquí, como en otras regiones de Akan.

## Gyaman bajo el dominio ashanti
Banda-Gyaman fue conquistada por primera vez por los ashanti en 1740 y, desde entonces, ha sido gobernada por un gobernador ashanti. Más tarde, Gyaman se incorporó al Gran Asante como "estado de apoyo", es decir, como provincia.
La conquista fue precedida por dos guerras libradas entre los archienemigos Akim y Asante, que por parte de Akim pretendían romper el poder de la cada vez más fuerte Unión Ashanti. Una alianza de guerreros anti-Ashanti de Denkira, así como las regiones de los posteriores Sefwi y Akwapim, también se habían unido a los Akim en estas campañas. Las dos guerras fueron muy sangrientas, en un momento dado incluso Kumasi fue conquistada, pero finalmente los ashanti lograron aplastar a la alianza hostil a ellos y ganaron la partida. Sin embargo, en las contracampañas lanzadas por el ejército ashanti, los estados vecinos de sus anteriores enemigos no se salvaron y Tekyeman, Banda-Gyaman y Gonja quedaron bajo el dominio ashanti. En 1744-45, las fuerzas ashanti llegaron a subyugar a Dagomba, situada al noreste de Gonja.
Gyaman se rebeló abiertamente contra el dominio ashantiano en 1752, 1764, 1799 y 1818, pero no tuvo éxito, al menos no de forma permanente. Sólo tras la derrota de los Ashanti contra los británicos en 1874, Banda o Gyaman recuperó su plena independencia en 1875.

## Período colonial

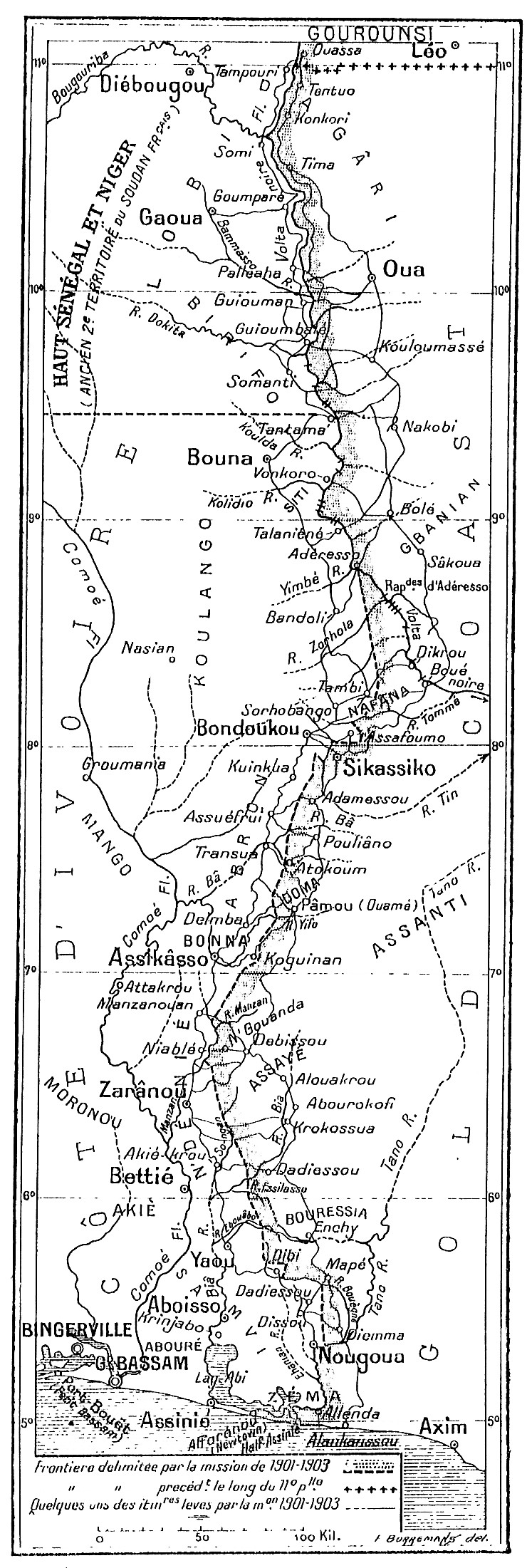

Tras su victoria sobre Asante, los británicos persiguieron principalmente el objetivo de poner bajo su control el comercio de Gyaman hacia y desde el alto Níger. Además, también utilizaron a algunos jefes Gyaman contrarios a Asante, entre los que se encontraba principalmente el entonces Gyamanhene Agyeman, para suavizar y socavar aún más la autoridad del gobierno Asante en Kumasi. Aprovechando la buena voluntad británica, Gyaman se embarcó en una gran expansión territorial de sus dominios, periodo que duró hasta aproximadamente 1886. Sabiendo que no se le perdonaría su postura anti-Ashantian, y anticipando que el nuevo rey Prempeh I, que subió al trono en marzo de 1888, tenía toda la intención de recuperar el control de las antiguas provincias del noroeste, Agyeman se dirigió a los británicos para solicitar un tratado de protección.
Sin embargo, antes de que los negociadores británicos llegaran a Gyaman, el explorador africano francés Marcel Treich-Laplène había aparecido en Bondoukou. Anteriormente había concluido numerosos tratados de protección con los gobernantes locales del norte de la actual República de Costa de Marfil, por lo que logró convencer a Gyamanhene Agyeman de que también firmara uno. El tratado se firmó el 13 de noviembre de 1888 y fue ratificado por el capitán Louis-Gustave Binger, en representación del gobierno francés, a principios de enero de 1889. Gyaman era ahora un protectorado francés.
Sin embargo, este tratado fue de poca utilidad para Gyaman, ya que cuando las tropas de Samory invadieron el país en 1895, no había ni un solo puesto militar francés en todo el Reino de Gyaman que pudiera ofrecer resistencia a Samori.
Sin embargo, la ocupación de Gyaman por parte de Samori alarmó a los franceses, que entonces se desplazaron con una fuerza militar masiva y en 1897 habían retomado la parte occidental de Gyaman. Esto, a su vez, alarmó a los británicos, que entonces ocuparon la parte oriental de Gyaman con el pretexto de luchar juntos contra las bandas asesinas de Samori, con el fin de impedir un nuevo avance de los franceses en el interior de la esfera de influencia británica.
En una comisión de fronteras británico-francesa de 1902/03, las dos potencias coloniales acordaron finalmente la demarcación entre sus dos zonas de interés desde la costa hasta el paralelo 11, que es también esencialmente la frontera actual entre Ghana y la República de Costa de Marfil. Desde entonces, Gyaman se ha dividido en una parte oriental y otra occidental.